# Tumbling Tumbleweeds
Tumbling Tumbleweeds (Brasil: Boiadeiro Trovador ) é um filme norte-americano de 1935, do gênero faroeste, dirigido por Joseph Kane e estrelado por Gene Autry e Smiley Burnette.

## A produção
Este foi o primeiro filme produzido pela Republic Pictures e o primeiro dirigido por Joseph Kane. Foi também o primeiro que o cowboy cantor Gene Autry estrelou. Ele faria outros 56 faroestes B no estúdio, antes de transferir-se para a Columbia Pictures em 1947.
O filme foi um enorme sucesso junto ao público. A produção teve um custo de 75.000 dólares e rapidamente rendeu mais de 500.000 dólares. Apesar de Ken Maynard ter, anos antes, misturado canções com socos e tiroteios, Tumbling Tumbleweeds foi tão bem sucedido que deu à Republic uma fórmula, aproveitada tanto com Autry quanto com todos os outros cowboys cantores que o estúdio viria a contratar: ação, música e comédia, esta geralmente fornecida pelo sidekick, isto é, o companheiro do herói.
Autry interpreta quatro canções, inclusive o sucesso That Silver Haired Daddy Of Mine.

## Sinopse
Depois de cinco anos, Gene Autry volta para casa e descobre que seu pai foi morto e que o suspeito é Cornelius Keefe, seu amigo de infância. Com a ajuda de dois companheiros, ele leva os verdadeiros culpados à prisão.

## Elenco
| Ator/Atriz      | Personagem    |
| --------------- | ------------- |
| Gene Autry      | Gene Autry    |
| Smiley Burnette | Smiley        |
| Lucile Browne   | Jerry         |
| Gabby Hayes     | Doutor Parker |
| Norma Taylor    | Janet Brooks  |
| 'Edward Hearn   | Barney Craven |
| Eugene Jackson  | Eightball     |
| Jack Rockwell   | McWade        |
| George Chesebro | Connors       |
| Frankie Marvin  | Shorty        |